# Маєтта (Канзас)
Маєтта (англ. Mayetta) — місто (англ. city) в США, в окрузі Джексон штату Канзас. Населення — 348 осіб (2020).

## Географія
Маєтта розташована за координатами 39°20′19″ пн. ш. 95°43′16″ зх. д. / 39.33861° пн. ш. 95.72111° зх. д. (39.338541, -95.721123).  За даними Бюро перепису населення США в 2010 році місто мало площу 0,44 км², уся площа — суходіл.

## Демографія
Згідно з переписом 2010 року, у місті мешкала 341 особа в 125 домогосподарствах у складі 85 родин. Густота населення становила 779 осіб/км².  Було 131 помешкання (299/км²).
Расовий склад населення:
| - 82,1 % — білих - 11,1 % — корінних американців - 1,5 % — чорних або афроамериканців |

До двох чи більше рас належало 5,0 %. Частка іспаномовних становила 2,1 % від усіх жителів.
За віковим діапазоном населення розподілялося таким чином: 32,8 % — особи молодші 18 років, 59,6 % — особи у віці 18—64 років, 7,6 % — особи у віці 65 років та старші. Медіана віку мешканця становила 32,5 року. На 100 осіб жіночої статі у місті припадало 110,5 чоловіків;  на 100 жінок у віці від 18 років та старших — 104,5 чоловіків також старших 18 років.
Середній дохід на одне домашнє господарство  становив 53 429 доларів США (медіана — 49 861), а середній дохід на одну сім'ю — 56 504 долари (медіана — 53 250). За межею бідності перебувало 5,9 % осіб, у тому числі 6,1 % дітей у віці до 18 років та 10,0 % осіб у віці 65 років та старших.
Цивільне працевлаштоване населення становило 191 осіб. Основні галузі зайнятості: мистецтво, розваги та відпочинок — 26,2 %, освіта, охорона здоров'я та соціальна допомога — 25,1 %, роздрібна торгівля — 7,3 %, науковці, спеціалісти, менеджери — 6,8 %.